# Erick Oh
Erick Oh (* 1984) ist ein koreanisch-US-amerikanischer Filmemacher.

## Leben
Erick Oh erwarb einen Bachelor of Fine Arts an der Universität von Seoul und studierte anschließend Film an der University of California, Los Angeles. Er begann seine Filmkarriere als Animator bei Pixar und arbeitete dort an Filmen wie Cars 2 (2011), Merida – Legende der Highlands (2012), Alles steht Kopf (2015) und Findet Dorie (2016).
Daneben drehte er einige Kurzfilme wie Heart (2010), How to Eat an Apple (2012) und O (2016). Er war auch Regisseur der Fernsehserie Pig: The Dam Keeper Poems (2017), die auf dem Kurzfilm The Dam Keeper basiert.
2020 drehte er den Animations-Kurzfilm Opera, mit dem er versuchte die Geschichte der Menschheit einzufangen und beschäftigt sich mit verschiedenen Konflikten. Der Zeichenstil soll an die Renaissance erinnern. Der Film selbst ist als Installation angelegt. Es handelt sich um einen Kreislauf von circa fünf Minuten, der in einer Pyramide dargestellt wird.

## Filmografie

### Regie
- 2009: Communicate
- 2010: Heart
- 2012: How to Eat Your Apple
- 2016: O
- 2017: Pig: The Dam Keeper Poems (Fernsehserie)
- 2018: How to Paint Your Rainbow
- 2020: Opera

### Animator
- 2011: Cars 2
- 2012: Merida – Legende der Highlands (Brave)
- 2013: Die Monster Uni (Monsters University)
- 2013: Toy Story of Terror
- 2014: The Dam Keeper
- 2015: Home (Kurzfilm)
- 2015: Alles steht Kopf (Inside Out)
- 2015: Sanjay’s Super Team (Kurzfilm)
- 2016: Findet Dorie (Finding Dorie)
- 2016: Piper (Kurzfilm)
- 2017: Lou (Kurzfilm)